# Canterbury (Victoria)
Canterbury är en del av en befolkad plats i Australien. Den ligger i kommunen Boroondara och delstaten Victoria, omkring 11 kilometer öster om delstatshuvudstaden Melbourne.
Runt Canterbury är det mycket tätbefolkat, med 2 261 invånare per kvadratkilometer.. Närmaste större samhälle är Melbourne, omkring 11 kilometer väster om Canterbury.
Runt Canterbury är det i huvudsak tätbebyggt. Genomsnittlig årsnederbörd är 1 244 millimeter. Den regnigaste månaden är juli, med i genomsnitt 140 mm nederbörd, och den torraste är januari, med 49 mm nederbörd.